# Derjon
El Derjon (nom en ladí, alternativament també Dursan; en alemany: Grödner Bach; en italià: Rio Gardena) és el riu principal de la vall de Gherdëina. Naix a Plan, entitat de població del municipi de Sëlva, a una alçada de 1590 metres i discorre un total de 25,8 km fins a desembocar al riu Isarch, al municipi de Pruca. El riu ja ve documentat el 1264 amb el nom Tursûn.

## Galeria d'imatges

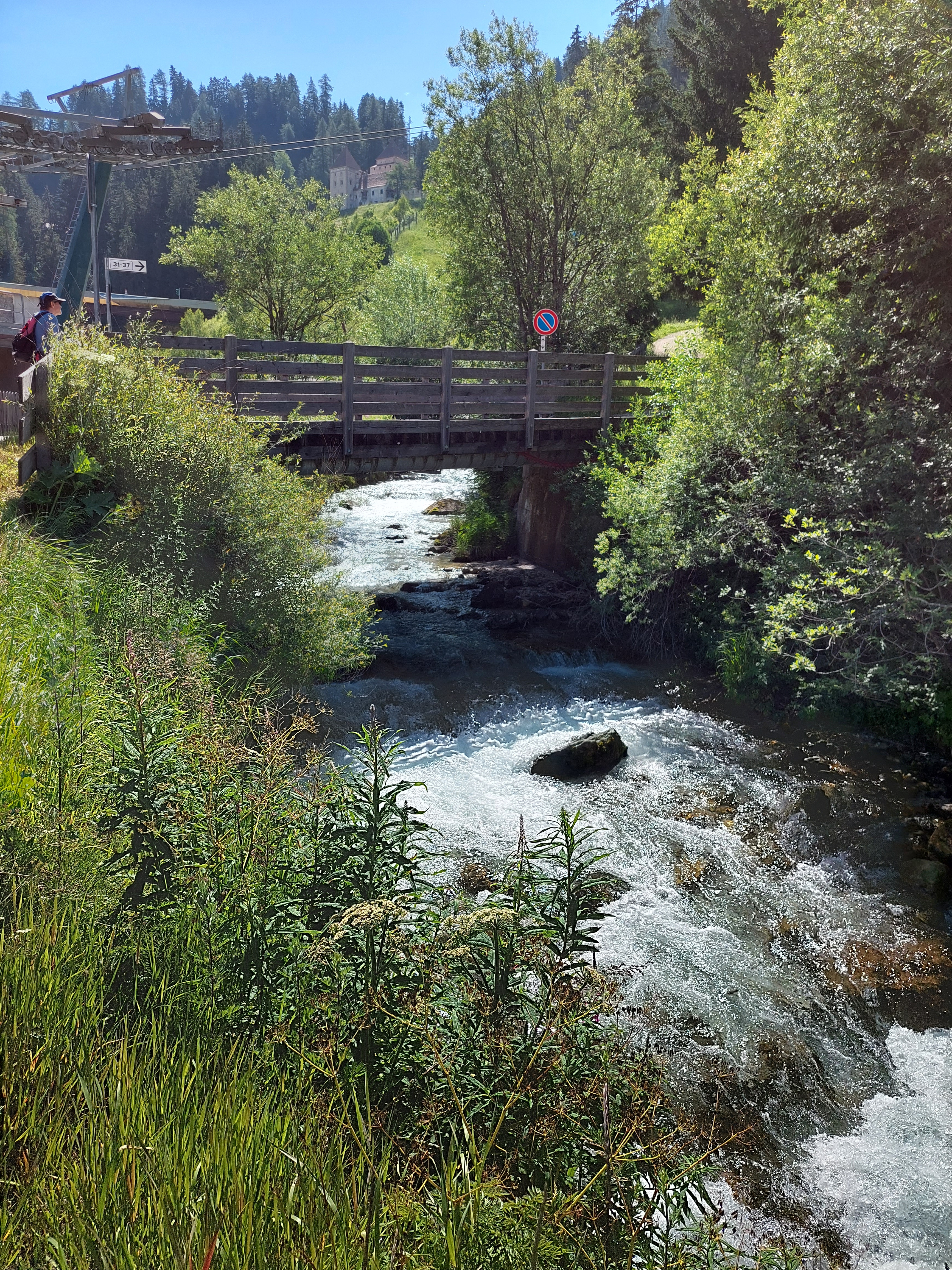
El Derjon a Ruacia (Sëlva)
El pas del riu al municipi de Soplajes